# Frogs
Frogs (auf Video/DVD auch Frogs – Killer aus dem Sumpf, im TV auch Frösche) ist ein US-amerikanischer Horrorfilm aus dem Jahr 1972.
Eine Familienfeier auf einer kleinen Insel wird für Gäste und Personal zum Horror. Nicht nur Frösche, sondern auch Insekten, Vögel und Reptilien rächen sich gnadenlos für die Zerstörung ihres Lebensraumes.

## Handlung
Der seit 15 Jahren an den Rollstuhl gebundene Familienpatriarch Jason Crockett lädt wie all die Jahre zuvor am 4. Juli seine Familie auf seinen Landsitz auf einer kleinen Insel vor der Küste Floridas ein. Nicht nur der Unabhängigkeitstag soll traditionell gefeiert werden, sondern auch der Geburtstag des Gastgebers. Für die Familienmitglieder scheinen diese Tage jedoch eher eine lästige Pflicht zu sein, dazu fühlen sich die Gäste auch von dem in diesem Jahr übermäßigen Gequake der Frösche gestört.
Neben den Familienmitgliedern und dem Dienstpersonal wird auch der Pressefotograf Picket Smith ein unfreiwilliger Gast der Gesellschaft. Diese filmische Ausgangslage wird in der Einleitung des Filmes dem Zuseher vermittelt. Auf einem Kanu fotografiert Picket Smith die begangene Umweltverschmutzung des Sees, als er in seinem Kanu von einem Rennboot, gesteuert vom leicht angetrunkenen Familienmitglied Clint Crockett, angefahren wird. Zur Entschuldigung wird Smith zu einem Drink und später auch zur Übernachtung auf die Insel eingeladen.
Die Feier am folgenden Tage wird für die Anwesenden zum reinsten Horror. Einer nach dem anderen wird Opfer der tierischen Rache, schon bald werden die ersten Toten aufgefunden. Der Kampf Mensch gegen die Tierwelt wird dabei recht eindrücklich in Szene gesetzt. Das Gequake der Frösche macht dabei vorerst nur den akustischen Hintergrund der Tierangriffe aus, vielmehr sind es Spinnen (Taranteln), Schlangen, Vögel und Krokodile, die zum Angriff ansetzen.
Obwohl schon bald nicht mehr an eine geregelte Familienfeier zu denken ist und die verbliebenen Anwesenden ins Haus flüchten müssen, weigert sich der Familienpatriarch, die Insel zu verlassen, und verbietet auch den verbliebenen Familienmitgliedern, die Familientradition abzubrechen. Da nützen auch die mahnenden Worte von Smith nichts, welcher einerseits die vor allem mit Chemikalien begangene Zerstörung des tierischen Lebensraumes verurteilt, dies andererseits gleichzeitig als Ursprung der nun stattfindenden „Rache der Natur“ ansieht.
Zum Schluss versucht es Picket Smith, mit einer Tochter des Familienpatriarchen (Karen Crockett) und zwei Kindern (deren Eltern bereits Opfer der Tierwelt wurden) mit dem Kanu die Insel zu verlassen, was nach einem Kampf zwischen Picket Smith und angreifenden Wasserschlangen dann auch gelingt.
Als Einziger bleibt Jason Crockett mit seinem Hund auf dem Anwesen zurück. Als die Nacht hereinbricht, springen hunderte Frösche in sein Haus, wo Crockett an einem Herzinfarkt stirbt. Der Film endet mit dem Verlöschen aller Lichter im Haus.

## Synchronisation
Es existieren zwei deutsche Synchronfassungen. Die erste entstand bei der Profilm GmbH in München.
| Rolle              | Darsteller    | Synchronsprecher (1973) | Synchronsprecher (1981) |
| ------------------ | ------------- | ----------------------- | ----------------------- |
| Pickett Smith      | Sam Elliott   | Reinhard Glemnitz       | Norbert Langer          |
| Jason Crockett     | Ray Milland   | Gerhard Geisler         | Gottfried Kramer        |
| Karen Crockett     | Joan Van Ark  | Marion Hartmann         | Anita Lochner           |
| Clint Crockett     | Adam Roarke   | Klaus Kindler           | Christian Brückner      |
| Jenny Crockett     | Lynn Borden   | Kerstin de Ahna         | Ursula Heyer            |
| Maybelle           | Mae Mercer    | Marianne Groß           | ?                       |
| Michael Martindale | David Gilliam | Berno von Cramm         | Thomas Danneberg        |
| Iris Martindale    | Holly Irving  | Ingeborg Lapsien        | Dagmar Altrichter       |

## Veröffentlichungen
Der Film lief am 15. März 1973 unter dem simplen Titel Frogs (Verleih: CS) in den deutschen Kinos an, allerdings in einer stark gekürzten Fassung mit ca. 78 Min. Länge.
Am 21. März 1981 lief der Film unter dem Titel Frösche in Deutschland erstmals in ungekürzter Form (und neuer deutscher Synchronfassung) im Fernsehprogramm der ARD (die Sehbeteiligung lag bei 30 %).
1985 erschien – jetzt unter dem Titel Frogs – Killer aus dem Sumpf – wiederum die gekürzte Kinofassung von VCL auf VHS. Erst mit der DVD-Veröffentlichung von MGM am 11. Oktober 2005 erschien der Film wieder ungekürzt in Deutschland, dabei wurde allerdings nicht auf die ungekürzte TV-Synchronisation zurückgegriffen, sondern die in der deutschen Kinofassung nicht enthaltenen und deshalb nicht synchronisierten Stellen im Originalton belassen und deutsch untertitelt.
Am 4. Oktober 2013 zeigte Tele 5 den Film in der Reihe Die schlechtesten Filme aller Zeiten.

## Kritiken
„Makabrer Horrorfilm, dessen kritische Absichten in Ekelszenen untergehen.“